# Park Ridge South
Park Ridge South är en del av en befolkad plats i Australien. Den ligger i kommunen Logan och delstaten Queensland, omkring 29 kilometer söder om delstatshuvudstaden Brisbane.
Runt Park Ridge South är det ganska tätbefolkat, med 75 invånare per kvadratkilometer.. Närmaste större samhälle är Logan City, omkring 12 kilometer nordost om Park Ridge South.
I omgivningarna runt Park Ridge South växer huvudsakligen savannskog. Genomsnittlig årsnederbörd är 1 424 millimeter. Den regnigaste månaden är januari, med i genomsnitt 275 mm nederbörd, och den torraste är oktober, med 21 mm nederbörd.